# František Štambachr (fotbalista)
František Štambachr (* 13. února 1953, Čebín) je bývalý český fotbalista, československý reprezentant, držitel zlaté medaile z letních olympijských her v Moskvě roku 1980 (kde nastoupil ve 4 utkáních), zlaté medaile z mistrovství Evropy 1976 (byť do bojů šampionátu přímo nezasáhl), bronzové medaile z mistrovství Evropy 1980 a účastník mistrovství světa ve Španělsku roku 1982.

## Fotbalová kariéra
V československé reprezentaci nastoupil v 31 utkáních a vstřelil 5 gólů. Svůj fotbalový život spojil s Duklou Praha. Sehrál za ni 288 ligových utkání a vstřelil 31 branek. Na závěr kariéry odešel do Řecka, nejprve do AEK Athény a poté do Apollonu Smyrna. V dubnu 2013 se stal držitelem Ceny Václava Jíry za přínos našemu fotbalu. V Poháru mistrů evropských zemí nastoupil v 8 utkáních, v Poháru vítězů pohárů nastoupil v 5 utkáních a dal 3 góly a v Poháru UEFA nastoupil ve 13 utkáních. Roku 2006 získal Cenu Václava Jíry.

## Ligová bilance
| Ročník                | Zápasy | Góly | Minuty | Klub                         |
| --------------------- | ------ | ---- | ------ | ---------------------------- |
| I. liga 1972/73       | 1      | 0    | 20     | AS Dukla Praha               |
| I. liga 1973/74       | 29     | 4    | –      | AS Dukla Praha               |
| I. liga 1974/75       | 23     | 1    | –      | AS Dukla Praha               |
| I. liga 1975/76       | 29     | 6    | –      | AS Dukla Praha               |
| I. liga 1976/77       | 26     | 8    | –      | AS Dukla Praha               |
| I. liga 1977/78       | 28     | 0    | –      | ASVS Dukla Praha             |
| I. liga 1978/79       | 28     | 2    | –      | ASVS Dukla Praha             |
| I. liga 1979/80       | 24     | 1    | –      | ASVS Dukla Praha             |
| I. liga 1980/81       | 20     | 1    | –      | ASVS Dukla Praha             |
| I. liga 1981/82       | 23     | 4    | –      | ASVS Dukla Praha             |
| I. liga 1982/83       | 29     | 0    | –      | ASVS Dukla Praha             |
| I. liga 1983/84       | 28     | 4    | –      | ASVS Dukla Praha             |
| I. řecká liga 1984/85 | 9      | 0    | –      | AEK Athény                   |
| I. řecká liga 1984/85 | 12     | 3    | –      | Apollon Smyrna               |
| II. liga 1985/86      | 13     | 0    | –      | TJ Auto Škoda Mladá Boleslav |
| II. liga 1986/87      | 15     | 0    | –      | TJ Auto Škoda Mladá Boleslav |
| CELKEM I. LIGA        | 288    | 31   | –      |                              |